# Ass Cobra
Ass Cobra är det norska death-punkbandet Turbonegros tredje fullängdsalbum, som släpptes 1996. Alla låtar på albumet är skrivna av bandet förutom Raggare Is a Bunch of Motherfuckers som är en svensk punklåt av bandet The Rude Kids och Mobile Home som är en låt av The Lewd. Albumet innehåller även I Got Erection som fans och turbojugends ofta sjunger och citerar. Den kan ofta höras i kön till en turbonegrokonsert eller i publiken innan en spelning. När Turbonegro spelade i Göteborg, Karlstad och Stockholm hösten 2005 ändrade de texten på I Got Erection till Jag har ståkuk. I Göteborg började publiken sjunga Jag har ståkuk innan turbonegro kom ut på scen.

## Låtarna på albumet
1. Dazzling Display of Talent
2. Midnight Nambla
3. Deathtime
4. Black Rabbit
5. Denim Demon
6. Bad Mongo
7. Mobile Home
8. I Got Erection
9. Just Flesh
10. Hobbit Motherfuckers
11. Sailor Man
12. Turbonegro Hate the Kids
13. Imorgen skal eg daue
14. Raggare Is a Bunch of Motherfuckers